# Gregg Thondique
Gregory Albert Thondique (Norfolk, 25 mei 1987) is een Amerikaans voormalig basketballer.

## Carrière
Thondique speelde collegebasketbal voor de VUU Panthers van de Virginia Union University van 2007 tot 2009 en uitkwam in de NCAA Division II. In 2009 tekende hij een contract bij de Richmond Colonials uit de USBA. Daarna tekende hij bij het Sloveense Hopsi Polzela waar hij twee seizoenen doorbracht. Hij tekende in 2011 in Israël bij Hapoel Gilboa/Afula waar hij het seizoen 2011/12 doorbracht in de tweede klasse.
Hij tekende een driejarig contract bij de Spaanse topclub Basket Zaragoza maar werd meteen uitgeleend. In 2012 ging hij spelen voor de Belgische ploeg Antwerp Giants in de eerste klasse op huurbasis. Hij keerde voor het volgende seizoen terug naar Israël en speelde opnieuw in de tweede klasse ditmaal voor Elizur Ashkelon. Hij verliet de club al een paar maanden later en tekende in Finland bij Kouvot waar hij de rest van het seizoen uitdeed.
Voor het seizoen 2014/15 tekende hij bij Franse tweedeklasser Étoile Angers. Het volgende seizoen ging hij aan de slag bij het Australische Ballarat Miners en speelde daarna het seizoen uit bij Franse derdeklasser Rueil Athletic Club. Voor het seizoen 2016/17 tekende hij een contract bij de Finse Kouvot maar vertrok in oktober na drie wedstrijden voor de club. Hij tekende daarop bij de Franse derdeklasser BC Gries-Oberhoffen waar hij de rest van het seizoen doorbracht. In 2017 tekende hij een contract bij Caen Basket Calvados in de Franse tweede klasse.
In 2018 tekende hij opnieuw in Frankrijk bij derdeklasser US Aubenas Basket waar hij in februari 2019 vertrok, hij speelde het seizoen uit in Bosnië bij OKK Sloboda Tuzla. Hij keerde in 2019 terug naar Rueil Athletic Club in de Franse derde klasse. Hij speelde bij de club tot in 2022.

## Erelijst
- Sloveens kampioenschap MVP: 2011